# Edmondson (Arkansas)
Edmondson es un pueblo ubicado en el condado de Crittenden en el estado estadounidense de Arkansas. En el Censo de 2010 tenía una población de 427 habitantes y una densidad poblacional de 50,81 personas por km².

## Geografía
Edmondson se encuentra ubicado en las coordenadas 35°6′16″N 90°18′18″O / 35.10444, -90.30500. Según la Oficina del Censo de los Estados Unidos, Edmondson tiene una superficie total de 8.4 km², de la cual 8.4 km² corresponden a tierra firme y (0%) 0 km² es agua.

## Demografía
Según el censo de 2010, había 427 personas residiendo en Edmondson. La densidad de población era de 50,81 hab./km². De los 427 habitantes, Edmondson estaba compuesto por el 28.1% blancos, el 66.98% eran afroamericanos, el 0% eran amerindios, el 0.47% eran asiáticos, el 0% eran isleños del Pacífico, el 1.41% eran de otras razas y el 3.04% pertenecían a dos o más razas. Del total de la población el 3.28% eran hispanos o latinos de cualquier raza.